# Вивейруш де Кастру, Эдуарду
Эдуарду Вивейруш де Кастру (порт. Eduardo Batalha Viveiros de Castro, род. 19 апреля 1951, Рио-де-Жанейро, Рио-де-Жанейро, Бразилия) — бразильский антрополог, профессор Национального музея Бразилии при Федеральном университете Рио-де-Жанейро.

## Идеи
В своей работе «Каннибальские метафизики» Эдуарду Вивейруш де Кастру рассматривает истоки антропологии, а именно взгляды Клода Леви-Стросса, находя новый смысл науки и актуализируя структуралистские основы антропологии как науки. Бразильский исследователь отвергает классический концепт, в котором туземные общества представлены как отсталые, традиционные группы, чья роль сводится только к функции объекта изучения. Кастру предлагает переосмыслить роль туземцев, встать на их позиции, и рассматривать их не только как объект, но и как субъект, который также изучал европейцев.
Исследователь продолжает свою мысль, заявляя, что индейцы также имели право на свою эпистемологию, как и западные исследователи, привыкшие рассматривать себя как основной производитель и носитель знаний. Сама концепция знания туземцев отлична от колонистов: если первые считали выше плоть, вторые превозносили душу. Однако, такие отличия не могут доказывать нам отсталость первых и развитость вторых.
Западных учёных Кастру сравнивает с Нарциссом. Свою антропологическую модель бразильский исследователь выстраивает вокруг идеи Анти-Нарцисса, который стремится показать, что стили мышления, присущие изучаемым нами коллективам, являются движущей силой антропологии как научной дисциплины. Более детальное изучение туземного типа мышления смогло бы продемонстрировать их значение в актуальном генезисе совершенно иной концепции антропологической практики.
Отличительными особенностями антинарциссического мышления индейцев Кастру называет «межвидовый перспективизм» (туземцы способны видеть именно субъект, а не только объект) и «онтологический мультинатурализм» (реверсия современного западного мультикультурализма). Такие концепты способны не только стать альтернативой объективистской метафизики, но и могут быть заменой философии деколонизации сознания.

## Основные работы
- From the Enemy’s Point of View: Humanity and Divinity in an Amazonian Society, The University of Chicago Press (1992)
- Cosmological Deixis and Amerindian Perspectivism in The Journal of the Royal Anthropological Institute, Vol. 4 (3), (1998)
- Exchanging Perspectives: The Transformation of Objects into Subjects in Amerindian Ontologies in Common Knowledge, vol. 1 (3), (2004)
- Perspectival Anthropology and the Method of Controlled Equivocation in Tipití: Journal of the Society for the Anthropology of Lowland South America, vol 2 (1) (2004)
- The Inconstancy of the Indian Soul: The Encounter of Catholics and Cannibals in Sixteenth-century Brazil, Prickly Paradigm Press (2011)
- Cosmological Perspectivism in Amazonia and Elsewhere, Hau Masterclass Series (vol. 1) (2012)
- Radical Dualism, Hatje Cantz (2012)
- Cannibal Metaphysics, Univocal Publishing (2014).

В переводе на русский:
- Вивейруш де Кастру Э. Каннибальские метафизики. Рубежи постструктурной антропологии. М.: Ad Marginem, 2017.
- Вивейруш де Кастру Э. Кристальный лес. Заметки об онтологии амазонских духов // Опыты нечеловеческого гостеприимства: антология. M.: V-A-C press, 2018. С. 122—153.
- Вивейруш де Кастру Э. Несвоевременный, вновь // Стадис. 2019. № 1. С. 55-79.
- Вивейруш де Кастру Э., Педерсен М. А., Холбрад М. Политика онтологии: антропологические позиции // Неприкосновенный запас. 2020. № 3 (131). С. 136—142.
- Тождественное и различное. Перевод А. Кардаша. сигма, 2020.
- Скэфиш П., Вивейруш де Кастру Э. Метафизика людей экстрамодерна. О деколонизации мысли // Логос. 2022. Том. 32. № 2. С. 65-96.
- Вивейруш де Кастру Э. Кто боится онтологического волка? Несколько комментариев к текущей антропологической дискуссии // Логос. 2022. Том. 32. № 2. С. 167—192.
- Вивейруш де Кастру Э. О моделях и примерах: инженеры и бриколеры в антропоцене // Неприкосновенный запас. 2022. № 3 (143). С. 59-87.